# Leycesteria
Genre
Classification APG III (2009)
Leycesteria est un genre d'arbustes originaires d'Asie de la famille des Caprifoliacées.
Nom chinois : 鬼吹箫属

## Description[1]
Il s'agit d'arbustes caducs, aux feuilles opposées.
Les inflorescences sont des cymes bipares, pendantes, à l'aisselle des feuilles.
Les fleurs sont hermaphrodites, régulières et gamopétales. Leur calice est formé de cinq sépales et leur corolle compte cinq lobes alternes aux sépales ; les cinq étamines, aux anthères biloculaires, insérés profondément dans le tube de la corolle, sont alternes aux lobes de celle-ci.
L'ovaire infère compte cinq locules, superposés aux pétales, dont l'angle interne renferme deux séries verticales d'ovules.
Les fruits sont des baies à plusieurs graines.

## Distribution
Le genre est principalement localisé dans la sous-continent indien - Inde, Népal - et en Chine.
L'usage ornemental principalement de Leycesteria formosa l'a répandu à l'ensemble des pays à climat tempéré.

## Utilisation
Une utilisation alimentaire des fruits est signalée. 
Le bois peut aussi servir à la confection d'instruments type flutes.
Mais la principale utilisation est ornementale.

## Liste des espèces
La liste des espèces a été constituée à partir des index Tropicos (index du jardin botanique du Missouri) et IPNI (The International Plant Names Index) à la date de juin 2012. Les espèces conservées sont en caractères gras :
- Leycesteria belliana W.W.Sm. (1909)
- Leycesteria crocothyrsos Airy Shaw (1932)
- Leycesteria dibangvalliensis S.K.Das & G.S.Giri (1992)
- Leycesteria formosa Wall. (1824) - synonyme : Leycesteria sinensis Hemsl.
  - Leycesteria formosa var. brachysepala Airy Shaw (1932)
  - Leycesteria formosa var. glandulosissima Airy Shaw (1932) : voir Leycesteria formosa var. stenosepala Rehder
  - Leycesteria formosa var. liogyne Hand.-Mazz. (1936)
  - Leycesteria formosa var. stenosepala Rehder (1912) - synonymes : Leycesteria formosa var. glandulosissima Airy Shaw, Leycesteria limprichtii H.J.P.Winkl.
- Leycesteria glaucophylla (Hook.f. & Thomson) Hook.f. ex C.B.Clarke (1880) - synonyme : Lonicera glaucophylla Hook.f. & Thomson
  - Leycesteria glaucophylla var. thibetica (H.J.Wang) J.F.Huang (1985) - synonyme : Leycesteria thibetica H.J.Wang
- Leycesteria gracilis (Kurz) Airy Shaw (1932) - synonyme : Lonicera gracilis Kurz
- Leycesteria insignis Merr. (1941)
- Leycesteria japonica Hort. ex Lavallée
- Leycesteria limprichtii H.J.P.Winkl. (1922) : voir Leycesteria formosa var. stenosepala Rehder
- Leycesteria sinensis Hemsl. (1900) : voir Leycesteria formosa Wall.
- Leycesteria stipulata (Hook.f. & Thomson) Fritsch (1891) - synonymes : Lonicera stipulata Hook.f. & Thomson, Pentapyxis stipulata (Hook.f. & Thomson) Hook.f. ex C.B.Clarke
- Leycesteria thibetica H.J.Wang (1978) : voir Leycesteria glaucophylla var. thibetica (H.J.Wang) J.F.Huang

## Historique et position taxinomique
Nathaniel Wallich décrit le genre en 1824, avec une unique première espèce Leycesteria formosa. Le nom du genre est une dédicace à William Leycester, juge à la cour indigène au Bengale.
En 1891, Karl Fritsch décompose le genre en deux sections : 
- Euleycesteria Fritsch avec Leycesteria formosa et Leycesteria glaucophylla
- Pentapyxis (Hook.f. ex C.B.Clarke) Fritsch avec Leycesteria stipulata (Hook.f. & Thomson) Fritsch

Ce genre est classé dans la sous-famille des Caprifolioideae de la famille des Caprifoliacées